# Section Paloise
Section Paloise, vaak eenvoudigweg aangeduid als Section of Pau, is een professionele rugbyclub gevestigd in Pau, Frankrijk. Ze nemen deel aan de Top 14, de hoogste rugbydivisie van Frankrijk, en nemen ook deel aan de EPCR Challenge Cup.
Hun thuiswedstrijden worden gespeeld in het Stade du Hameau, na 80 jaar wedstrijden te hebben gehouden in het Stade de la Croix du Prince  (1910-1990). De club heeft een indrukwekkende geschiedenis, met het behalen van de Bouclier de Brennus drie keer in 1928, 1946 en 1964, samen met het veiligstellen van de European Challenge in 2000.
Section Paloise heeft ook overwinningen behaald in de Challenge Yves du Manoir in 1939, 1952 en 1997. Daarnaast wonnen ze de Franse Pro D2-titel in 2015.
Als een formidabele aanwezigheid in het Franse rugby is de club een gekoesterd symbool geworden van de cultuur en het erfgoed van Béarn. Het officiële volkslied van Section Paloise is "Honhada," een traditie die begon in maart 2012. 
Belangrijk is dat Section wordt gesponsord door het gerenommeerde Franse petroleumbedrijf TotalEnergies. Deze samenwerking heeft historische betekenis voor Pau, omdat het teruggaat tot de oorsprongen van Elf Aquitaine, voortkomend uit het Lacq-gasveld. Elf Aquitaine evolueerde vervolgens tot Total. Tot op de dag van vandaag behoudt TotalEnergies zijn aanwezigheid met kantoren in Pau, waar het een essentiële rol speelt als een van de belangrijkste werkgevers van de stad.
Verschillende recente Franse rugby-internationals, waaronder Imanol Harinordoquy, Damien Traille, Lionel Beauxis en Antoine Hastoy, begonnen hun professionele clubcarrière bij Section. De club heeft ook onderdak geboden aan rugbylegendes zoals Conrad Smith en Colin Slade uit Nieuw-Zeeland, terwijl Sam Whitelock van plan is zich aan te sluiten na het Wereldkampioenschap Rugby van 2023. De club ontwikkelt nu ook veelbelovende spelers, zoals Emilien Gailleton, Théo Attissogbe en Hugo Auradou.

## Geschiedenis
Rugby in Pau en Béarn kent een rijke geschiedenis. Pau was de derde grote provinciale Franse stad, na Le Havre en Bordeaux, waar rugby werd gespeeld. De aanwezigheid van de sport dateert al vanaf 1890, getuige de Coquelicots de Pau, die wedstrijden speelden tegen naburige teams.
Stade Palois werd opgericht in 1899 door voormalige studenten van het Lous-Barthou-gymnasium, geïnspireerd door de toenmalige populaire Anglofilie in Pau. De club evolueerde snel naar rugby en fuseerde met Stade palois in 1902, wat leidde tot de oprichting van Section paloise.
Section Paloise boekte haar eerste grote succes in 1928, toen ze de Franse rugbykampioenschapstitel wonnen na een intens seizoen. In 1946, na de Tweede Wereldoorlog, werden ze opnieuw Franse kampioenen. In 1964 volgde een derde titel, waarbij ze Béziers versloegen.
Het tijdperk van Robert Paparemborde (1965-1990) zag nieuwe ontwikkelingen, met opmerkelijke spelers zoals Laurent Cabannes. De club kende wisselende sportieve successen, met een Franse titel in 1982 en een Europese Shield-overwinning in 2000 tegen Castres.
Na een periode van wederopbouw en teleurstellingen in de jaren 90, bereikte Section Paloise opnieuw de top van het Franse rugby in 2011-2012 en keerde terug naar de Top 14 in 2015. Onder leiding van coach Simon Mannix werden internationale sterren zoals Colin Slade, Carl Hayman en Conrad Smith aangetrokken.
De huidige coach, Sébastien Piqueronies, nam het roer over na het vertrek van Mannix in 2019. Onder zijn leiding behaalde hij succes als coach van het Franse nationale onder-20 rugbyteam, dat in 2018 en 2019 de titel van wereldkampioen behaalde.

## Erelijst

### Section Paloise
Kampioen van Frankrijk
1928, 1946 en 1964
Challenge Yves du Manoir
1939, 1952 en 1997
European Challenge
2000